# Auletobius ebenus
Auletobius ebenus là một loài bọ cánh cứng trong họ Rhynchitidae. Loài này được Hustache miêu tả khoa học năm 1955.